# Chortodes pygmina
Chortodes pygmina là một loài bướm đêm trong họ Noctuidae.